# 1988年度叱咤樂壇流行榜頒獎典禮得獎名單
1988年度叱咤乐坛流行榜颁奖礼音樂會于1989年1月16日假香港體育館举行。大会司仪由郑丹瑞担任。其中，叱咤樂壇我最喜愛的歌曲大獎于1月2日至15日由乐迷通过热线电话投票产生。

## 得奖名单

#### 叱咤樂壇男歌手
- 金獎：張國榮
  - 上榜歌曲：想妳、熱辣辣、愛的兇手、貼身、沉默是金、Hot Summer、繼續跳舞、別話、無需要太多
  - 演繹歌曲：想妳
- 銀獎：譚詠麟
  - 上榜歌曲：不見不散、水中花、午夜皇后、擁抱、半夢半醒、80歲後
- 銅獎：陳百強
  - 上榜歌曲：煙雨凄迷、神仙也移民、超越分界線、從今以後、Don't Cry For Me、燃點真愛、盼三年、感情到老
  - 演繹歌曲：從今以後

#### 叱咤樂壇女歌手
- 金獎：葉蒨文
  - 上榜歌曲：黎明不要來、大丈夫日記、只有它、流金歲月、美夢記心中、祝福
  - 演繹歌曲：美夢記心中
- 銀獎：陳慧嫻
  - 上榜歌曲：不羈戀人、傻女、Joe Le Taxi、幾時再見、燃點真愛、凌晨舊戲、人生何處不相逢
  - 演繹歌曲：Joe Le Taxi
- 銅獎：林憶蓮
  - 上榜歌曲：下雨天、最佳男主角、自製空間、燃點真愛、還有、滴汗、講多錯多
  - 演繹歌曲：滴汗

#### 叱咤樂壇組合
- 金獎：達明一派
  - 上榜歌曲：今夜星光燦爛、你望我望、半生緣、你還愛我嗎？、禁色、末世情、今天應該很高興
- 銀獎：Beyond
  - 上榜歌曲：舊日的足跡、天真的創傷、赤紅熱血、喜歡妳、衝開一切、大地
  - 演繹歌曲：大地
- 銅獎：太極
  - 上榜歌曲：想、我的愛人、全人類高歌
  - 演繹歌曲：全人類高歌

#### 叱咤樂壇生力軍
- 金獎：夢劇院
  - 上榜歌曲：真相、窗外、不想化妝、遍霧遍雨、停車暫借問、3/4日
- 銀獎：草蜢
  - 上榜歌曲：暫停開始過、飛躍千個夢、舊唱片、烈火快車
- 銅獎：Fundamental
  - 上榜歌曲：Petula、流亡舞影

#### 叱咤樂壇作曲家CASH大獎
- 盧冠廷

#### 叱咤樂壇填詞人CASH大獎
- 潘偉源

#### 叱咤樂壇唱片監製大獎
- 歐丁玉

#### 叱咤樂壇大碟I F P I大獎（全港電台播放率最高大碟）
- 《祝福》葉蒨文
  - 上榜歌曲：黎明不要來、只有它、美夢記心中、祝福

#### 叱咤樂壇我最喜愛的歌曲大獎
- 《祝福》葉蒨文

#### 叱咤樂壇至尊歌曲大獎
- 《祝福》葉蒨文

#### 叱咤樂壇風雲人物大獎
- 張耀榮

#### 叱咤樂壇Very Nice大獎
- 周潤發

## 參看
- 叱咤樂壇流行榜